# Dame (canción de Luis Miguel)
«Dame» es una canción escrita por el cantautor argentino Alejandro Lerner y coescrita y producida por Kiko Cibrián e interpretada y producida por el artista mexicano Luis Miguel, incluida en su 11.º álbum de estudio Nada es igual... (1996). Se lanzó como el sencillo principal de dicho álbum por la compañía discográfica WEA Latina el 15 de julio de 1996 a las estaciones de radio. "Dame" fue grabado en el estudio Record Plant en Los Ángeles, California. La canción incorpora influencias de R&B y hip-hop. El video musical de "Dame" fue dirigido por Marcus Nispel y filmado en el desierto de Mojave en California y fue nominado Video del Año. Recibió reacciones mixtas de los críticos musicales que sintieron que la pista sonaba demasiado similar a sus grabaciones pop anteriores. "Dame" alcanzó el puesto número dos y uno en las listas Billboard Hot Latin Tracks y Latin Pop Airplay en los Estados Unidos y recibió un premio BMI Latin en 1998.

## Video musical
El video musical fue dirigido por el director alemán Marcus Nispel, quien también dirigió "Runaway" de Janet Jackson. El rodaje tuvo lugar el 29 y 30 de junio de 1996 en el desierto de Mojave, cerca de Los Ángeles, California, y tardó dos horas en completarse. El video presenta a Miguel y un grupo de trompetistas que visten un traje negro; escenas en blanco y negro con una mujer y explosiones de fondo. Durante las escenas previas se utilizaron 375 kilos de dinamita. Luis Miguel no quería un doble de cuerpo durante las escenas de la explosión ya que "no quería dejar atrás esta experiencia". El costo total del video fue de 250.000 dólares. Achy Obejas del Chicago Tribune opinó: "Ahí está Luis Miguel, sin afeitar, luciendo demacrado, vistiendo un traje en medio del Mojave. No es tan tonificado, es solo un tipo: un hombre, ya no un muchacho". Recibió una nominación a Video del Año en los Premios Lo Nuestro de 1997 pero perdió ante "La Aurora" de Eros Ramazzotti.

## Créditos y personal
- Arreglos y programación: Kiko Cibrian
- Arreglos de cuerdas: Greg Page
- Guitarra: Kiko Cibrian
- Piano: Francisco Loyo
- Percusión: Tom Aros
- Metales: Jerry Hey, Gary Grant, Bill Reichenbach Jr., Brandon Fields
- Cuerdas: LA Philharmonic Strings Orchestra
- Coros: Hanna Mancini, Gisa Vodky, Iliana Holland, Will Wheaton, Dan Navarro, Cleto, Kiko Cibrian

## Posicionamiento en listas

### Posicionamiento semanal
| Listas (1996)                    | Máxima posición |
| -------------------------------- | --------------- |
| U.S. Billboard Hot Latin Tracks  | 2               |
| U.S. Billboard Latin Pop Airplay | 1               |

## Sucesión en las listas
| Predecesor: Amor en tus ojos de Soraya | U.S. Billboard Latin Pop Airplay — Sencillo N°. 1 7 de septiembre de 1996 - 11 de octubre de 1996 | Sucesor: Solamente tu amor de Chayanne |